# Starclub
Starclub fue una banda de rock inglesa formada en Londres. Estaba integrada por el vocalista y guitarrista Owen Vyse, el guitarrista rítmico Steve French, el bajista Julian Taylor y el reconoocido baterista Alan White, quien posteriormente sería miembro de Oasis.

## Historia
Vyse, French Y Taylor crecieron tocando juntos y decidieron formar la banda sin un baterista fijo. De hecho grabaron su primer álbum llamado Starclub en 1993 con distintos bateristas hasta que decidieron reclutar a White quien los acompañaría durante la presentación del disco en una gira mundial ese mismo año. Luego de esta gira Alan White sería reclutado por Noel Gallagher para reemplazar a Tony McCarroll en Oasis siendo reempplazado a su vez por el baterista Tam Johnstone. esta formación no duraría demasiado ya que la banda se separaría definitiva e inesperadamente en 1994.Julian Taylor y Owen Vysey formarían la banda Paint, este último también trabajaría más adelante con Echo and the Bunnymen y escribiría canciones tanto para otros artistas como para series de TV. Mientras que French se mudaría a Nueva York para trabajar como productor entre otros de Gin Blossoms, Robin Wilson y de las bandas The Gas Giants y Poppin' Wheelies.
La banda trabajó con el productor Chris Hughes (músico y productor) quien ayudó a "crear un espacioso ambiente para que la banda mostrara tanto sus buenas composiciones así como sus armonías alternativas y guitarras atrevidas sobre temas más pegadizos aun"
El tema "Hard To Get", su único hit, llegó a la posición nº 10 en el Billboard Modern Rock Chart En Estados Unidos.

## Discografía
- Starclub (1993)

1. "Hard To Get" *
2. "Let Your Hair Down" *
3. "Call My Name" (Vyse, Steve French)
4. "Forever"
5. "All Falls Down"
6. "World Keeps Turning"
7. "Bad Machine"
8. "We Believe"
9. "The Question"
10. "The Answer"
11. "Pretty Thing"

- Todas las canciones fue escritas por Owen Vyse, excepto donde se especifique.
- * lanzadas como single